# مهندسی اس‌تی
مهندسی اس‌تی (به انگلیسی: ST Engineering) شرکت مهندسی هوافضا و صنایع دفاعی سنگاپوری است، که در زمینه طراحی و ساخت سیستم‌های دفاعی الکترونیکی، تجهیزات هوافضایی، شناورهای نظامی، انواع مهمات و ارائه نیروی نظامی فعالیت می‌کند. 
شرکت مهندسی فناوری سنگاپور (به‌اختصار مهندسی اس‌تی) در سال ۱۹۶۷ تأسیس شد. این شرکت در سال ۲۰۰۷ در فهرست بزرگترین شرکت‌های هوافضا و صنایع دفاعی جهان، رتبه ۱۹ را به خود اختصاص داد. دفتر مرکزی این شرکت در سنگاپور قرار دارد و بخشی از سهام آن در بازار بورس سنگاپور معامله می‌شود. شرکت مهندسی اس‌تی در سال ۲۰۱۳ در فهرست فوربز جهانی ۲۰۰۰ در رتبه ۱٫۴۲۸ از بزرگترین شرکت‌های جهان قرار داشت.